# El Cóndor Pasa (If I Could)
El Cóndor Pasa (If I Could)" es una versión de 1970 de Simon and Garfunkel de la canción peruana El cóndor pasa. Fue incluida en el álbum Bridge over Troubled Water. 
La versión original es una pieza musical orquestal de la zarzuela El cóndor pasa… del compositor peruano Daniel Alomía Robles, escrita en 1913 y basada en la música tradicional andina, específicamente la música folklórica del Perú.

## Historia
En 1965, el músico estadounidense Paul Simon escuchó por primera vez una versión de la melodía de la banda Los Incas en una actuación en el Théâtre de l'Est parisien en París en la que ambos participaban. Simon se hizo amigo de la banda, más tarde incluso de gira con ellos y produciendo su primer álbum estadounidense.
Le pidió permiso a la banda para usar la canción en su producción, y el director y miembro fundador Jorge Milchberg, que estaba recaudando regalías por la canción como coautor y arreglista al agregarle dos notas se lo permitió a cambio de regalías, diciéndole que la letra era tradicional peruana.
En 1970, el dúo Simon & Garfunkel versionó la versión de Los Incas, agregando algunas letras en inglés que a su vez agregaron a Paul Simon a los créditos del autor bajo el nombre de la canción "El Cóndor Pasa (If I Could)". La versión instrumental de Los Incas se utilizó como pista base. Incluyeron la canción en el álbum de 1970 Bridge Over Troubled Water. Simon & Garfunkel lanzó su versión como single en los EE. UU., Que alcanzó el puesto # 18 en la lista Billboard Pop Singles y el # 6 en la lista Easy Listening, en el otoño de 1970. Este cover logró un gran éxito internacional y fama.
Daniel Alomía Robles, Jorge Milchberg y Paul Simon figuran como compositores, y Simon aparece solo como autor de la letra en inglés, aunque Daniel Alomía Robles no figuraba originalmente como el compositor porque Jorge Milchberg le había dicho a Simon que la canción se consideraba una melodía popular andina. Además declaró que él era el coautor registrado y el arreglista de la composición.
Armando Robles Godoy, hijo del compositor y cineasta peruano, posteriormente escribió nuevas letras para la canción, tomando como referencia la versión de Paul Simon.

### Demanda de derechos de autor
A fines de 1970, el hijo de Daniel Alomía Robles, Armando Robles Godoy, un cineasta peruano, presentó una exitosa demanda por derechos de autor contra Paul Simon. Los fundamentos de la demanda extendieron que la canción había sido compuesta por su padre, quien había registrado la canción en los Estados Unidos en 1933. Armando Robles Godoy dijo que no tenía mala voluntad hacia Paul Simon por lo que consideraba un "malentendido" y un "error honesto".
"Fue un caso judicial casi amigable porque Paul Simon era muy respetuoso con otras culturas. No fue descuido de su parte", dijo Armando Robles Godoy. "Oyó la canción en París de un grupo vernáculo de Los Incas. Le gustó, fue a pedirle permiso a la banda y le dieron la información incorrecta. Jorge Milchberg le dijo que era una canción tradicional del siglo XVIII y no la composición de mi padre. Fue un caso judicial sin mayores complicaciones".
Más tarde ese año, Perry Como lanzó una versión de la versión en inglés de Paul Simon en su álbum It's Impossible, mientras que Julie Felix tuvo un éxito en el Top 20 del Reino Unido, aprovechando la decisión de Simon & Garfunkel de no lanzar su versión como un sencillo del Reino Unido.
Armando Robles Godoy posteriormente escribió nuevas letras en español para la canción, tomando la versión de Paul Simon como referencia.

### Posicionamiento en listas
| Listas (1970)                    | Mejor posición |
| -------------------------------- | -------------- |
| Australian Kent Music Report     | 1              |
| Austrian Singles Chart           | 1              |
| Belgian Singles Chart (Flanders) | 1              |
| Dutch Singles Chart              | 1              |
| German Singles Chart             | 1              |
| New Zealand                      | 14             |
| Spanish Singles Chart            | 1              |
| Swiss Singles Chart              | 1              |
| US Billboard Hot 100             | 18             |
| US Cash Box Top 100              | 11             |
| US Billboard Easy Listening      | 6              |